# Ioan Groșan
Ioan Groșan (n. 3 octombrie 1954, Satulung, Maramureș, România) este un prozator român.

## Biografie
A absolvit în 1978 Facultatea de Filologie a Universității „Babeș-Bolyai” din Cluj. A făcut parte din gruparea revistei Echinox, unde a debutat în 1974. Debutează editorial în 1985 cu volumul de povestiri Caravana cinematografică. A fost membru al Cenaclului de proză Junimea, de asemenea, membru fondator al grupării „Ars Amatoria”. A fost de-a lungul timpului profesor, director artistic al studioului de creație cinematografică al Ministerului Culturii (condus de Lucian Pintilie) și redactor la Contrapunct și Academia Cațavencu. În prezent este publicist-comentator la cotidianul Ziua. Este membru al Uniunii Scriitorilor din Romania.
În ianuarie 2011 a fost acuzat de CNSAS că a fost informatorul Securității, fiind recrutat în 1974. Pe 14 iunie 2011, Curtea de Apel București a stabilit că Ioan Groșan a fost colaborator al Securității.

## Opere publicate
- Caravana cinematografică (1985)
- Trenul de noapte, proză scurtă (1989)
- Școala ludică (teatru, 1990)
- Planeta mediocrilor, micro-roman SF (Editura Cassandra, 1991. Republicat în 2002 împreună cu Epopeea spațială 2084 de către editura Aula.  Republicat în 2008 împreună cu Epopeea spațială 2084  de către editura Polirom)[5][6]
- O sută de ani de zile la Porțile Orientului (1992)[7]
- Jurnal de bordel (1995)
- Jurnal de Cotroceni (1998)
- Județul Vaslui în NATO (2002)
- The Cinematography Caravan Kevin McCarthy (trad.) (2009)
- Vaslui megye a NATO-ra gyúr Mihály Lakatos (trad.) (2009), Editura M-Érték, Budapesta
- Un om din Est, roman (2010)[8][9][10][11]
- Epopeea spațială 2084, roman SF,  editura Aula, 2002. Publicat împreună cu Planeta mediocrilor[12]
- Prezent cu o povestire în antologia Generația '80 în proză scurtă, alcătuită de Viorel Marineasa și Gheorghe Crăciun (Editura Paralela 45, 1998).

- Volumul de povestiri Caravana cinematografică a fost publicat în traducere în Rusia, iar nuvela Trenul de noapte, în Franța, Germania, și Polonia.

### Volume colective
- Scriitori la poliție, coord. de Robert Șerban, Editura Polirom, 2016;

## Filmografie

### Producător delegat
- Piața Universității – România (documentar, 1991)

### Actor
- Prea târziu (1996)

## Afilieri
- Membru al Uniunii Scriitorilor din România

## Premii
- Premiul pentru debut în proză al Uniunii Scriitorilor din România (1985)
- Premiul pentru proză al Uniunii Scriitorilor din România (1992)